# Dolany (ort i Tjeckien, Pardubice)
Dolany är en ort i Tjeckien.   Den ligger i regionen Pardubice, i den centrala delen av landet, 90 km öster om huvudstaden Prag. Dolany ligger 225 meter över havet och antalet invånare är 326.
Terrängen runt Dolany är platt.Runt Dolany är det tätbefolkat, med 659 invånare per kvadratkilometer. Närmaste större samhälle är Hradec Králové, 14,6 km nordost om Dolany. Runt Dolany är det i huvudsak tätbebyggt.